# Мейданак (Марказі)
Мейданак (перс. ميدانك) — село в Ірані, у дегестані Хенеджін, у Центральному бахші, шахрестані Коміджан остану Марказі. За даними перепису 2006 року, його населення становило 361 особу, що проживали у складі 85 сімей.

## Клімат
Середня річна температура становить 10,95 °C, середня максимальна – 30,40 °C, а середня мінімальна – -11,22 °C. Середня річна кількість опадів – 268 мм.
| Клімат поселення                              | Клімат поселення | Клімат поселення | Клімат поселення | Клімат поселення | Клімат поселення | Клімат поселення | Клімат поселення | Клімат поселення | Клімат поселення | Клімат поселення | Клімат поселення | Клімат поселення | Клімат поселення |
| Показник                                      | Січ.             | Лют.             | Бер.             | Квіт.            | Трав.            | Черв.            | Лип.             | Серп.            | Вер.             | Жовт.            | Лист.            | Груд.            |                  |
| Середній максимум, °C                         | 5,52             | 7,11             | 11,93            | 18,03            | 22,77            | 28,89            | 30,40            | 29,50            | 24,97            | 19,16            | 12,05            | 6,59             |                  |
| Середня температура, °C                       | −2,86            | −1,25            | 3,56             | 9,66             | 14,39            | 20,53            | 24,51            | 23,61            | 19,07            | 13,28            | 6,16             | 0,69             |                  |
| Середній мінімум, °C                          | −11,22           | −9,61            | −4,81            | 1,30             | 6,03             | 12,16            | 18,62            | 17,70            | 13,18            | 7,38             | 0,28             | −5,2             |                  |
| Норма опадів, мм                              | 37               | 35               | 47               | 39               | 35               | 6                | 1                | 1                | 0                | 9                | 23               | 35               |                  |
| Середньомісячна швидкість вітру, м/с          | 1.86             | 2.40             | 2.98             | 3.04             | 2.70             | 2.38             | 2.42             | 2.30             | 2.15             | 2.09             | 1.70             | 1.66             |                  |
| Середньомісячна сонячна радіація, кДж/м²·день | 8755             | 11770            | 14504            | 18011            | 22013            | 26838            | 26056            | 23991            | 20676            | 15101            | 10649            | 8575             |                  |
| --------------------------------------------- | ---------------- | ---------------- | ---------------- | ---------------- | ---------------- | ---------------- | ---------------- | ---------------- | ---------------- | ---------------- | ---------------- | ---------------- | ---------------- |
| Джерело:                                      |                  |                  |                  |                  |                  |                  |                  |                  |                  |                  |                  |                  |                  |